# Орлов-Кретчмер, Александр Сергеевич
Алекса́ндр Серге́евич Орло́в-Кре́тчмер (род. 1947) — советский и российский учёный (доктор социологических наук, профессор, действительный член пяти международных и российских академических обществ), государственный и общественный деятель, писатель

. Научная специализация — социальная экономика, теория коммуникационного менеджмента, социология, культурология, кавказоведение (абхазоведение). С 1995 года — президент Академии исследований Российского общества. Орлов-Кретчмер известен также как коллекционер и популяризатор произведений искусства. До 2008 года носил фамилию Орлов.

## Происхождение
Александр Орлов-Кретчмер родился 3 февраля 1947 года в городе Сухуми в семье потомственных дворян из российско-польского рода рыцарей Кретчмеров, ведущих свою родословную с XV века.
Во времена культа личности семья подверглась репрессиям, в 1952 году отца и сыновей заставили отказаться от родовой фамилии.
Отец — Сергей Валентинович Кретчмер (Орлов) — участник Великой Отечественной войны, с июля 1945 по 1946 год сражался в легендарном ОМСБОН. После войны стал организатором высшего физкультурного образования, проректор Минского и Краснодарского физкультурных институтов, доцент. Мать — Галина Александровна Соловьева, кандидат наук, ведущий сотрудник Института экспериментальной патологии и терапии. Орлов-Кретчмер — дальний родственник известного французского писателя Анри Труайя.

## Карьера в 1970—1991
Александр Орлов-Кретчмер окончил среднюю школу с золотой медалью, имеет дипломы трёх высших учебных заведений. Начинал работу инженером, изобретатель, автор двух изобретений в технологической сфере промышленности.
В советский период был секретарем горкома комсомола (1976), затем секретарем горкома КПСС в Сухуми (1976—1980). С 1980 по 1992 год работал там же заместителем председателя горисполкома.
В 1986 году разработал первую в СССР систему перехода от плановой экономики к территориальному межотраслевому управлению — прообраз рыночных принципов в экономике, основанную на опыте Венгрии. Опыт был одобрен в ЦК КПСС (стал известен как «Экономический эксперимент в Поти и Сухуми».
Среди первых заинтересовавшихся им были: кузен Орлова-Кретчмера — Артем Тарасов, молодой комсомольский работник Михаил Ходорковский, молодой учёный ИЭиПНТП Алексей Головков и будущий предприниматель Иван Кивелиди. Удачный эксперимент привлек внимание также таких известных ученых, ориентированных на поиски институциональных новаций как академики РАН Т. А. Заславская и В. А. Тихонов, член-корреспондент РАН П. Г. Бунич, которые предложили автору реформы продолжить научную деятельность. После этого Орлов-Кретчмер поступил в аспирантуру ИСИ РАН, в которой сотрудничал в одном проекте со Галиной Старовойтовой. Защитил диссертацию на степень кандидата философских наук. Орлов-Кретчмер известен созданием нового направления в социальных науках — социологии рекреации, получившей развитие в рамках современной социологии.
После усиления известных националистических тенденций в Грузии и из-за несогласия с политикой КПСС, в 1991 году Орлов-Кретчмер вышел из членов компартии, подал в отставку с поста «отца города» и перешёл на преподавательскую работу в Абхазский государственный университет.
В момент пика межнационального кризиса, ему как авторитетной общественной персоне доверили руководить избирательной кампанией 1989 года по выборам в первый состав Съезда народных депутатов СССР от Абхазского округа, в результате которой выиграл кандидат от общественной оппозиции — писатель Фазиль Искандер, а официальный кандидат от ЦК КП Грузии проиграл.
Такую принципиальность власти, объявившей суверенность Грузии, ему запомнили: он был включен в список лиц, подлежащих уничтожению при «освобождении Абхазети». При вводе войск и сопровождавших их карательных отрядов боевиков Каркарашвили в августе 1992 года квартира Орлова-Кретчмера была разгромлена, уничтожено и разграблено имущество, в том числе коллекция живописи, средневековых резных икон и уникальных исторических документов, собираемой семьей. Жене и сыну Орлова-Кретчмера удалось под обстрелом бежать на последних кораблях, уходивших из сухумского порта, но он сам вскоре был захвачен оккупационным отрядом в плен, где его подвергли истязаниям и приговорили к расстрелу. Лишь вмешательство Сухумского гарнизона ВМФ России, обменявшего истерзанного пленного на захваченного грузинского боевика спасло ему жизнь. На сторожевом корабле МВФ России Орлов-Кретчмер покинул оккупированную Абхазию в сентябре 1992 года.

## Политическая, общественная и экспертная деятельность в 1992—1997
После прибытия в Москву, Орлов-Кретчмер получил предложение возглавить Российскую партию Свободного труда (активистом которой он стал ещё в Абхазии) и был избран на её II съезде 17 июня 1993 года секретарем Политсовета РПСТ. РПСТ в составе II Государственной Думы РФ стала парламентской партией предпринимателей.
В 1993 году Орлов-Кретчмер предложил группе известных российских предпринимателей создать общественную лоббистскую организацию по примеру бизнеса США — «Круглый стол бизнеса России». В короткий срок КСБР стал авторитетной лоббистской организацией России, отстаивавшей интересы предпринимателей страны. К примеру, отделение КСБР в Санкт-Петербурге возглавлял А. Л. Кудрин. С её мнением приходилось считаться и владельцам самого крупного бизнеса (впоследствии создавших политическое лобби «семибанкирщину») и руководству страны. С представителями КСБР советовались Президент, члены Правительства, руководители ведомств, Центрального банка. В частности КСБР рекомендовал кандидатуры на должности, связанные с бизнесом, по его инициативе был создан Совет по промышленной политике и предпринимательству при Правительстве РФ, Госкомитет по поддержке и развитию малого предпринимательства, Совет предпринимателей мэрии и правительства Москвы и др. (Орлов-Кретчмер входил в составы всех указанных органов). КСБР был соорганизатором с российской стороны заседаний «Комиссии Гор-Черномырдин» в Москве. Председателем президиума КСБР был до самой смерти И. Х. Кивелиди, а исполнительным руководителем А. С. Орлов-Кретчмер.
Подобная самостоятельность мешала определённым политическим силам и вскоре Кивелиди был убит, Орлов-Кретчмер был вынужден уйти с должности, а сам союз КСБР выведен в тень и по функциям был заменен РСПП.
В 1994 году он опубликовал статьи «Игра по чужим правилам» (НГ, № 102) и «Государство среднего класса» (Век, № 25), затем увидела свет его не менее острая «Социология рекреации» (М., Наука, 1995) — одна из первых научных монографий, написанных на основе идеологии свободного рынка и универсальных социальных ценностей.
В 1995 году Орлов-Кретчмер защитил диссертацию на степень доктора социологических наук. Вскоре создал «Центр комплексных социальных исследований и маркетинга», появились заказчики, в деловых кругах у центра росла репутация.
В 1990-х гг. выпуски Аналитических обозрений ЦКСИиМ (М., 1994—1997 гг.) высоко оценивались и в России, и за её пределами: за объективный аналитический обзор чеченской проблемы в 1994 году автор получил благодарность от экс-президента США Джимми Картера и Фонда Фридриха Эберта. Тогда же Орлов-Кретчмер стал членом Экспертного совета при Администрации Президента России, экспертом МИД РФ и Минсоцзащиты.

## Реформаторская деятельность на государственной службе
Указом правительства РФ от 8 сентября 1994 года № 1425-р была создана группа экспертов-советников по вопросам развития социальной сферы, в которой Александр Сергеевич Орлов-Кретчмер был утвержден координатором. Он также участвовал в работе Конституционного совещания.
В 1996 году он был назначен заместителем министра и статс-секретарём Министерства труда и социального развития, где приступил к разработке социальных новаций, в частности — реформы пенсионной системы. Тогда же он привлек к этой работе молодых экономистов Михаила Делягина и Михаила Дмитриева.
С начала 1997 года он был назначен советником по социальным вопросом Администрации Президента РФ. Пресса стала писать о возможном назначении Орлова министром. Однако после смены руководства Правительства, прихода С. В. Кириенко и нового министра, представлявших политические силы, не заинтересованные в реформах, в мае 1997 года Орлов-Кретчмер не согласился с изменением в социальной политики, подал в отставку и перешёл на работу в частный бизнес. Он также покинул пост секретаря возглавляемой им политической партии, уйдя окончательно из сферы государственного управления и политики.

## Участие в бизнес-проектах и научная деятельность в 1997—2008
В бизнесе Орлов-Кретчмер входил в советы директоров и наблюдательные советы крупных компаний банковского, страхового и консалтингового бизнеса (Росбизнесбанк, банк СБС-Агро, банк Уралсиб, Транссиб Ре, 2К Аудит). В деловых кругах известен как разработчик корпоративных структур и политики крупных холдингов.
В 2001—2003 гг. Орлов-Кретчмер был руководителем группы советников корпорации «Госинкор», в которую были привлечены крупные государственные чиновники, вышедшие в отставку.
В 2003 году был принят профессором в Высшую школу экономики, где преподавал коммуникационный менеджмент и издал первый российский учебник для ВУЗ’ов по оригинальной методике.
В том же году он был утвержден национальным координатором Программы Развития ООН (UNDP) в России. Лауреат премии «Бизнес-Олимп. Личности» за 1997 год.

## Семья
Александр Орлов-Кретчмер с 1969 года состоит в браке с Аидой Альбертовной Орловой (девичья фамилия Карба). В 1972 году родился сын Павел. Сын был разносторонне талантливым человеком, он многого смог достичь и совершить: делал успешную карьеру, готовил к защите докторскую диссертацию, но главным достижением считал создание крепкой семьи и рождение троих детей. Внезапная смерть сына в 2008 году всё изменила.
После Павла осталась многодетная семья, несколько изданных книг, живописные полотна. Горе изменило жизненные планы Александра Сергеевича, к этому времени восстановившего родовую фамилию Кретчмер. Наступил новый этап жизни: он почти полностью отошёл от активной общественной деятельности во имя семьи, и посвятил себя воспитанию внуков.

## Писатель и коллекционер
На протяжении всей жизни Орлов-Кретчмер коллекционирует предметы культуры. Несмотря на то, что его коллекции неоднократно грабили, он настойчиво собирает уникальные произведения искусства, раритетные документы и артефакты, антикварные старинные фотографии и открытки, порой спасая историю от гибели.
Им собрано полное собрание гравюр японского художника Итиюсая Куниёси из легендарного цикла «47 преданных самураев» (его коллекции уступают даже собрания из крупнейших музеев мира: Эрмитаж; ГМИ им. А. С. Пушкина; Victoria & Albert Museum, London; Art Institute of Chicago; Museum of fine Arts, Massachusetts; National Museum of Ethnology, Leiden и др.), крупнейшая коллекция раритетных открыток и фотографий по теме Западного Кавказа, архив уникальных документов советского периода, коллекция работ советских нонконформистов. Коллекционер всегда считал, что частные собрания должны быть открыты для исследователей и общественности. Сам Орлов-Кретчмер примером для себя считает деятельность известного советского историка искусства и литератора Ираклия Луарсабовича Андроникова. С 2000-х годов кроме научных трудов стал публиковать популярные эссе об уникальных раритетах культуры.
Первая выставка, где экспонировались работы из собрания Орлова-Кретчмера прошла в сентябре 2008 году в Государственном институте искусствознания (цикл живописных работ сына). Тогда же вышел в свет каталог этих работ, получивший высокую оценку специалистов. Затем последовали выставки собрания японской графики Орлова-Кретчмера в Государственном музее искусств народов востока (Самураи. The Art of War; октябрь 2008 — январь 2009) и триумфальная выставка Жизнеописания 47 верных самурая в гравюрах Куниёси из коллекции А. С. Орлова-Кретчмера в Государственном музее искусств им. А. С. Пушкина (основное здание, декабрь 2009 — март 2010), получившая высокую оценку специалистов и любителей японской гравюры в России и за её пределами. Вклад Орлова-Кретчмера в популяризацию японского искусства был отмечен посольством Японии в России. Тогда же Орлов-Кретчмер опубликовал очередной каталог с искусствоведческим эссе на эту тему «Эстетика возмездия самурая». В 2013 году анонсирован выход в свет трехтомного культурологического исследования А. С. Орлова-Кретчмера «Образы Абхазии».
Сам А. С. Орлов-Кретчмер свой писательский труд оценивает так:

«Я не гонюсь за сиюминутным успехом и не пишу книги для продажи в подземных переходах. Я пишу для общества, чтобы люди знали и ценили культурные ценности ушедших поколений. А такие книги сами должны входить в историю, они обязаны быть величественными».